# Porto di San Vincenzo
Il porto di San Vincenzo è il porto dell'omonima località balneare della provincia di Livorno.

## Caratteristiche
Il porto turistico, è situato tra il mar Ligure e il mar Tirreno (tale confine è tradizionalmente indicato molto più a nord: infatti si suole parlare di mar Tirreno e costa tirrenica per tutta la costa toscana), si trova nei pressi della torre pisana di origini medievali, inoltre la sua ubicazione è  ideale per chi vuole fare base per le isole dall'arcipelago toscano e la Corsica.
Il nuovo porto turistico è provvisto di 8 banchine galleggianti dotate di finger e da una darsena con trappe per imbarcazioni più grandi, per un totale di 283 posti barca.
I fondali sono di media profondità, dai 3 ai 4,5 metri, in tutto il bacino e consentono l'ingresso alle imbarcazioni fino a 27 metri di lunghezza;
Tra i servizi presenti nell'area portuale vi sono un punto per il bunkeraggio e il rifornimento di carburante, e un cantiere nautico di nuova costruzione con la possibilità di effettuare riparazioni agli scafi in vetroresina.
Il porto turistico del paese è stato notevolmente ampliato negli ultimi anni, con l'obiettivo di farlo diventare uno dei più importanti della zona; i lavori iniziati nel 2005, su progetto degli studi romani Capolei Cavalli, dovevano terminare entro il 2009 ma, a causa di varie controversie legislative, il termine dei lavori è stato prorogato al 31 maggio 2010.
Il 13 giugno 2010 è stato inaugurato. Il progetto è stato redatto per le opere marittime dalla Modimar mentre per le opere architettoniche dallo studio Capolei Cavalli di Roma.
In virtù di tale progetto, e della frenetica espansione edilizia degli ultimi anni, l'amministrazione comunale ha ricevuto sia nel 2006 che nel 2007 la bandiera nera da Legambiente.